# 見組
在漢語音韻學中，見組是指牙音聲母：
- 見母
- 溪母
- 羣母
- 疑母

以上分別是全清、次清、全濁、次濁聲母。